# Championnats des États-Unis d'athlétisme 2006
Navigation
Championnats 2005 Championnats 2007
Les Championnats des États-Unis d'athlétisme 2006 ont eu lieu du 21 au 25 juin 2006 au IU Michael A. Carroll Track & Soccer Stadium d'Indianapolis en Indiana.

## Résultats

### Hommes
| Épreuves                    | Or                               | Argent                          | Bronze                                         |
| 100 m Vent : -1,2 m/s       | Tyson Gay 10 s 07                | Shawn Crawford 10 s 26          | Jordan Vaden 10 s 27                           |
| 200 m Vent : +0,3 m/s       | Wallace Spearmon 19 s 90         | Jordan Vaden 19 s 98            | Rodney Martin 20 s 14                          |
| 400 m                       | Andrew Rock 44 s 45              | LaShawn Merritt 44 s 50         | David Neville 44 s 75                          |
| 800 m                       | Khadevis Robinson 1 min 44 s 13  | Nicholas Symmonds 1 min 45 s 83 | Jebreh Harris 1 min 45 s 91                    |
| 1500 m                      | Bernard Lagat 3 min 39 s 29      | Gabriel Jennings 3 min 39 s 42  | Leonel Manzano 3 min 39 s 49                   |
| 5000 m                      | Bernard Lagat 13 min 14 s 32     | Matt Tegenkamp 13 min 15 s 00   | Dathan Ritzenhein 13 min 16 s 61               |
| 10 000 m                    | Jorge Torres 28 min 14 s 43      | Meb Keflezighi 28 min 18 s 74   | Daniel Browne 28 min 19 s 32                   |
| 3000 m steeple              | Daniel Lincoln 8 min 22 s 78     | Steve Slattery 8 min 25 s 54    | Daniel Huling 8 min 27 s 41                    |
| 20 km marche                | Kevin Eastler 1 h 25 min 09 s 67 | John Nunn 1 h 27 min 16 s 83    | Tim Seaman 1 h 29 min 56 s 84                  |
| 110 m haies Vent : -0,4 m/s | Dominique Arnold 13 s 10         | Terrence Trammell 13 s 14       | Ryan Wilson 13 s 22                            |
| 400 m haies                 | Kerron Clement 47 s 39           | Bershawn Jackson 47 s 48        | James Carter 48 s 44                           |
| Saut en hauteur             | Tora Harris 2,33 m               | Keith Moffatt 2,30 m            | Andra Manson 2,24 m                            |
| Saut à la perche            | Russ Buller 5,80 m               | Toby Stevenson 5,80 m           | Thomas Skipper Jeff Hartwig Brad Walker 5,60 m |
| Saut en longueur            | Brian Johnson 8,10 m             | Dwight Phillips 8,08 m          | Miguel Pate 7,96 m                             |
| Triple saut                 | Walter Davis 17,71 m             | Kenta Bell 17,19 m              | Aarik Wilson 16,91 m                           |
| Poids                       | Adam Nelson 22,04 m              | Reese Hoffa 21,96 m             | Christian Cantwell 21,89 m                     |
| Disque                      | Ian Waltz 64,52 m                | Casey Malone 62,23 m            | Jarred Rome 60,93 m                            |
| Marteau                     | A.G. Kruger 75,81 m              | James Parker 72,33 m            | Thomas Freeman 71,87 m                         |
| Javelot                     | Breaux Greer 85,40 m             | Robert Minnitti 77,99 m         | Brian Chaput 76,44 m                           |
| Décathlon                   | Tom Pappas 8 319 pts             | Ryan Harlan 7 872 pts           | Robert Arnold 7 827 pts                        |